# Хуліо Сезар Чавес
Хуліо Сезар Чавес (ісп. Julio César Chávez; нар. 12 липня 1962, Сьюдад Обрегон, Сонора) — мексиканський професійний боксер, який виступав в другій напівлегкій, легкій, першій напівсередній і напівсередній вагових категоріях. Переміг 30 боксерів за титул чемпіона світу. Чавес був найкращим боксером світу за версією журналу «Ринг» з 1990 по 1993 рік. 